# Butlin Coachworks
Butlin Coachworks war ein britischer Hersteller von Automobilkarosserien. Das Unternehmen war in den 1930er-Jahren tätig.

## Unternehmensgeschichte
Butlin Coachworks war in Coventry ansässig. Das Unternehmen wurde 1932 von James Butlin gegründet, der zuvor Miteigentümer des Karosserieherstellers Charlesworth Motor Bodies gewesen war. Charlesworth hatte in den 1920er-Jahren sowohl standardisierte Aufbauten für Fahrgestelle von Morris und andere Hersteller in Serie produziert als auch einzelne Individualkarosserien gefertigt. 1931 war Charlesworth nach Jahren des Auftragsrückgangs zahlungsunfähig und wurde liquidiert. James Butlin und einige weitere Mitarbeiter gründeten daraufhin ein eigenes Unternehmen, das die Nachfolge von Charlesworth antreten sollte.
Butlin fertigte in den 1930er-Jahren vornehmlich im Werksauftrag Standard-Aufbauten für die Oberklassehersteller Daimler und Lanchester, die beide zum Rüstungskonzern Birmingham Small Arms Company (BSA) gehörten. Daneben entstand mindestens eine individuelle Karosserie auf einem Alvis-Fahrgestell.
Butlin stellte den Betrieb bereits vor Ausbruch des Zweiten Weltkriegs ein.